# Peter Sevoga
 (février 2020).
Si vous disposez d'ouvrages ou d'articles de référence ou si vous connaissez des sites web de qualité traitant du thème abordé ici, merci de compléter l'article en donnant les références utiles à sa vérifiabilité et en les liant à la section « Notes et références ».
Peter Sevoga, né en 1940 et mort en 2007, est un artiste canadien inuit.

## Biographie
Habitant à Qamani'tuaq (Nunavut), il participe ainsi et d'une façon essentielle à la production de cette communauté du Keewatin dont le style est influencé par les caractéristiques rudes du matériau disponible sous forme de cette stéatite noire à gros grain. Depuis 1964, il participe aux expositions essentielles de Baker Lake à la fois au niveau des collections de gravures annuelles et de sculptures. Ses œuvres ont été présentées à travers le monde, aux États-Unis comme en Europe et récemment dans la collection qui a inauguré le nouveau Musée canadien de l'histoire. En 1983, une exposition solo lui a été consacrée à Minneapolis.
Ses œuvres font partie des collections du Musée canadien de l'histoire, de la famille Klamer au Musée des beaux-arts de l'Ontario et Robertson et du Musée des beaux-arts de Montréal. Elles illustrent les livres essentiels sur l'art inuit tels que le Lord of the stone et Inuit art, an introduction de Ingo Hessel Ed. Doublas Mc Intyre 1998 no 53. et le catalogue sur l'Amautik Inuit de Bernadette Driscoll (Winnipeg Art Gallery 1981).